# Синмартін (Арад)
Синмартін (рум. Sânmartin) — село у повіті Арад в Румунії. Входить до складу комуни Мача.
Село розташоване на відстані 430 км на північний захід від Бухареста, 27 км на північ від Арада, 73 км на північ від Тімішоари.

## Населення
За даними перепису населення 2002 року у селі проживали 2200 осіб.
Національний склад населення села:
| Національність | Кількість осіб | Відсоток |
| -------------- | -------------- | -------- |
| румуни         | 1734           | 78,8%    |
| цигани         | 311            | 14,1%    |
| німці          | 74             | 3,4%     |
| угорці         | 61             | 2,8%     |
| словаки        | 11             | 0,5%     |
| українці       | 5              | 0,2%     |

Рідною мовою назвали:
| Мова             | Кількість осіб | Відсоток |
| ---------------- | -------------- | -------- |
| румунська        | 1767           | 80,3%    |
| циганська        | 288            | 13,1%    |
| німецька         | 69             | 3,1%     |
| угорська         | 51             | 2,3%     |
| словацька        | 11             | 0,5%     |
| єврейська (їдиш) | 7              | 0,3%     |
| українська       | 5              | 0,2%     |